# 이수화학
주식회사 이수화학은 1969년에 설립된 이수그룹의 모기업으로 다양한 석유화학제품과 정밀화학제품을 공급하며 성장해 온 화학 회사이다. 본사는 서울특별시 서초구 사평대로 84 (반포동)에, 생산공장은 울산에 위치해있다. 세탁 세제의 원료가 되는 LAB, LAB의 원료인 NP를 대한민국에서 유일하게 생산하고 있다. 또한 고분자 첨가제 TDM, NOM, NDM과 특수기능 용제, IPA를 자체 개발 및 상업화한 기술력을 갖추고 있다. 중국, 멕시코, 베트남에 연락사무소와 독일에 해외법인을 두고 있다. 최근에는 중국에 스마트팜을 건설하였다.

## 생산 제품
- 석유화학제품 : LAB, BAB, NP
- 특수화학제품 : TDM, NOM, NDM , IPA, NaSH, D-Sol

## 사업장 위치
- 본사 : 서울특별시 서초구 사평대로 84

- 울산공장 : 울산광역시 남구 사평로 108-224

- 온산공장 : 울산광역시 울주군 온산읍 석당길 8

## 같이 보기
- 이수그룹